# Renny Ramakers
Renny Ramakers (Den Haag, 29 mei 1946) is een Nederlands kunsthistoricus, designcriticus, curator en mede-oprichter en directeur van de designstichting Droog. In 2007 is ze onderscheiden met de Benno Premselaprijs, in 2019 met de IJprijs voor haar culturele bijdrage aan de stad Amsterdam, en in 2018 ontving zij een Koninklijke Onderscheiding voor haar werk op het gebied van Dutch Design.

## Leven en werk
Ramakers studeerde in 1982 cum laude af in kunstgeschiedenis aan de Rijksuniversiteit Leiden. Haar afstudeerwerk werd in 1984 gepubliceerd onder de titel Tussen kunstnijverheid en industriële vormgeving: de Nederlandsche Bond voor Kunst in Industrie. In de jaren negentig was Ramakers hoofdredactrice van het ontwerptijdschrift Industrieel ontwerpen. Na de fusie van dit blad in 1993 met Items, Tijdschrift voor vormgeving was ze enige jaren hoofdredacteur van het nieuwe blad.
In 1992 was Ramakers, nog hoofdredactrice van Industrieel ontwerpen, onder de indruk gekomen van de nieuwe generatie Nederlandse vormgevers. Bij Galerie Marzee in Nijmegen ontdekte ze het werk van Jurgen Bey en Jan Konings. In die tijd zag ze ook het afstudeerwerk van Tejo Remy en Piet Hein Eek. Het jaar erop presenteerde ze deze ontwerpen op de stand van haar tijdschrift op de meubelbeurs Biennale Interieur in Kortrijk. Begin 1992 organiseerde Ramakers een tentoonstelling in Paradiso met de titel Een middag gewoon doen. Hierop volgde de samenwerking met Gijs Bakker. Ingegeven door het succes van deze expositie bedacht Gijs Bakker de overkoepelende term Droog Design, en twee maanden later presenteerden ze dit werk gezamenlijk op de Salone del Mobile in Milan. In 1993 richtten ze Stichting Droog Design op voor de promotie en ontwikkeling van vernieuwende vormgeving. 
Gijs Bakker en Renny Ramakers bouwden in het volgende decennium Droog uit in binnen en buitenland, met elk jaar een presentatie op de Salone del Mobile in Milaan. Gijs Bakker ging in 2009 zijn eigen weg, Ramakers bleef directeur van Droog.  
In 2012 opende Hôtel Droog in de Staalstraat in het centrum van Amsterdam, een pand met hotelkamer, galerie en kantoor ruimtes, winkel en restaurant. Ramakers initieerde en presenteerde onder de noemer Droog vele innovatieve projecten zoals Design for Download en UP, en in 2014, samen met Mark van der Net, Design+Desires waarmee zij initiatieven opzet voor de ideale stad van de toekomst.  
In 2018 schreef Aaron Betsky een biografie over Ramakers, uitgegeven door Lars Muller Publishers en vormgeven door Irma Boom.
Grote projecten waar Ramakers als curator aan werkte waren Open Borders in Lille in 2006 en Pioneers of Change op Governor's Island in New York in 2009 in het kader van de 400-jarige relatie tussen New York en Nederland. In 2019, na een design project met Droog, werd Ramakers uitgenodigd als gast-curator voor de achtste Biennale van São Tomé e Príncipe. Zij cureerde N'GOLÁ, een festival evenement met concerten, workshops, performances en tentoonstellingen met kunstenaars uit verschillende landen in Sub-Sahara Afrika, waaronder Sunny Dolat, Christian Benimana, Joana Choumali en Mary Sibande.
Het jaar daarop cureerde Ramakers de pop-up tentoonstelling Now Look Here-The African Art of Appearance in Amsterdam Noord, en de tentoonstelling Onward&Upward in de galerieruimtes van Droog, die inspeelt op de onzekerheid ten tijde van de COVID-19-crisis. 

## Projecten, een selectie
- Gemengd Nieuws, Centraal Museum Utrecht, in collaboration with with Ida van Zijl, 1987
- Chair Sweet Chairs, Paris, Utrecht, Milan, Moscow, 1990
- “Design Now! Design from the Netherlands”, Centre de design de l’UQAM, Montreal, Canada, 1996
- Familiar, at the Tendency Fair, Messe Frankfurt, Duitsland in samenwerking met Ed Annink, 1998
- System Almighty, The San Francisco Museum, 2001
- Open Borders, Design etc., Lille, France, 2006
- Simply Droog, 10+1 Years of Creating Innovation and Discussion, München, The Hague, Bremen, Lausanne, Zürich, Curitiba, Grand Hornu, New York; editor of accompanying catalogue in English, 2004-2006
- Smart Deco project in collaboration with Friedman Benda gallery, New York, 2006
- The traveling exhibition ‘A Human Touch’; editor of accompanying catalogue in English, 2006-2008
- Festival ‘Pioneers of Change’, Governors Island, New York, 2009
- SZHKSMZ Special Material Zone, Bi-City Biennale of Urbanism/Architecture (UABB), Shenzhen, China, 2013
- Design+Desires, The Netherlands, 2014
- Enter the Past and See the Future, Droog Gallery, Amsterdam, 2018
- N’GOLÁ Biennial of Arts and Culture, São Tomé e Príncipe, 2019
- Now Look Here, Amsterdam, 2020
- Onward&Upward, Amsterdam, 2020

## Publicaties, een selectie
- Renny Ramakers, Tussen kunstnijverheid en industriële vormgeving: de Nederlandsche Bond voor Kunst in Industrie, 1985.
- Gijs Bakker, Renny Ramakers. Gijs Bakker [München, 1993], 1994.
- Renny Ramakers, Gijs Bakker, Droog Design. Droog Design: Spirit of the Nineties. 1998.
- Renny Ramakers, Less + More: Droog Design in Context, 2002.
- Renny Ramakers, Agata Jaworska, Here, There, Everywhere, 2014
- Aaron Betsky, Renny Ramakers: Rethinking Design, 2018.

## Prijzen
- Prix d’Excellence de la Maison, Marie Claire magazine, 1997
- Kölner Klopfer Prize, 1998
- Dedalus Prize for European Design, 1998
- Kho Liang Ie Prize by Amsterdams Fonds voor de Kunst, 2000
- Benno Premselaprijsmet Gijs Bakker, 2007
- One of the “150 Women Who Shake the World” by Newsweek, 2012
- Peoples’ Choice Award for SZHKSMZ Special Material Zone, UABB, Shenzhen, 2013
- Amsterdam Business Award, 2014
- Best Tech Milano Design Award, 2015
- Best Details, Wallpaper*, 2015
- Designer do Ano (Designer of the Year), MADE, São Paulo, 2016
- Peoples’ Choice Award for Social City, UABB, Shenzhen, 2016
- Dutch Royal Honours “Lintje”, 2018
- IJ-prijs of Amsterdam, together with Leon Ramakers, 2019